# Rolagem de dívida
Em economia, rolagem de dívida, é um termo relacionado com o ato de "rolar" uma dívida, adiando o seu pagamento. Consiste na troca de títulos vencidos de uma dívida velha por títulos a vencer no futuro, que passam a constituir uma dívida nova. A rolagem é relacionada com o termo novação de dívida, que é a conversão de uma dívida em outra, com a possível mudança de credor ou devedor.